# Maximilian Gritzner
Maximilian Gritzner, född 29 juli 1843 i Sorau, död 10 juli 1902 i Berlin, var en tysk heraldiker.
Gritzner var bibliotekarie i preussiska civilministeriet. Han författade ett stort antal heraldiska, genealogiska och personhistoriska arbeten, bland annat Grundsätze der Wappenkunst (1889–1890).